# Vilém Ignác Petters
Vilém Ignác Petters (6. července 1826 Blatná – 29. července 1875 Praha-Malá Strana) byl český lékař, od roku 1864 profesor kožních a příjičných nemocí na pražské univerzitě. Zkoumal chemické procesy v lidském těle. Objevil acetonurii při cukrovce. Je autorem řady odborných prací.

## Život
Narodil se 6. července 1826 v Blatné jako syn hospodářského ředitele. Roku 1838 vstoupil na gymnázium v Klatovech, odkud přešel na malostranské gymnázium v Praze. Po jeho absolvování se na přání otce nechal zapsat na pražskou techniku, ale láska k přírodním vědám ho v následujícím roce přivedla na filosofii a nakonec na medicínu. Během studií se rovněž věnoval botanice a chemii. Chemie, zvláště organická, se v té době dostávala do popředí zájmu lékařského výzkumu, protože dokázala vysvětlit jevy, které nebylo možné objasnit mikroskopickým pozorováním. Teoretický základ pro ni položil Justus von Liebig.
Roku 1851 se stal asistentem profesora Lercha v zoochemickém ústavu, následujícího roku získal titul doktora medicíny a o rok později doktora hojičství (chirurgie). Byl přijat na místo asistenta na první klinice vnitřních nemocí, kde pořádal přednášky pro hostující zahraniční lékaře.
V roce 1857 byl jmenován docentem pro nemoci břišní. Roku 1860 mu byl udělen i titul docenta prsních nemocí. Po smrti profesora Čejky se roku 1863 stal primářem pro kožní a příjičné nemoci ve všeobecné nemocnici. O rok později se habilitoval na mimořádného profesora v témže oboru.Od roku 1865 pořádal přednášky pro české studenty, některé i v češtině. Byly velmi oblíbené, soustředil se v nich na praktické příklady z vlastního výzkumu.
Petters byl rovněž veřejně činný. V roce 1848 spoluzakládal přírodovědecký spolek Lotos. V pozdější době zastával funkci místopředsedy a nakonec předsedy spolku českých lékařů. Prosazoval používání českého jazyka na univerzitě.
Zemřel 29. července 1875 na zástavu srdce. Dnes je z výsledků jeho výzkumu zřejmě nejznámější objev acetonurie při cukrovce.

## Dílo
Petters byl autorem řady odborných prací v samostatných publikacích i časopisech. Je autorem těchto monografií:
- K otázce o přenesení příjice chráničkami (1872)
- O způsobu léčení příjice povšechné (1874)
- Čtyři případy lupenky léčené roztokem utrýchu (roztokem Fowler-ovým) (1875)
- Poslední epidemie neštovic v Praze (1872–1873) (1875)